# Ґреґ Роджерс
Ґреґ Роджерс (англ. Greg Rogers, 14 серпня 1948) — австралійський плавець.
Призер Олімпійських Ігор 1968 року, учасник 1972 року.
Переможець Ігор Співдружності 1970 року.